# Papiro 120
O Papiro 120 ({\displaystyle {\mathfrak {P}}}120) é um antigo papiro do Novo Testamento que contém fragmentos do capítulo um do Evangelho de João (1:25-28,38-44).